# رورفيك
Rørvik هي بلدة ساحلية ومركز إداري في بلدية نورويسوند في مقاطعة تروندلاغ، وسط النرويج.
تقع على الجانب الشرقي من أرخبيل فيكنا في جزيرة فيكنا الداخلية.
يبلغ عدد سكان المدينة في (2022) 3385 نسمة وكثافة سكانية تبلغ 1,715 نسمة لكل كيلومتر مربع (4,440/ميل2). بينما يبلغ عدد سكان البلدية (2022) 9840 نسمة. 
قبل عام 2020، كانت المدينة بمثابة المركز الإداري لبلدية فيكنا القديمة.

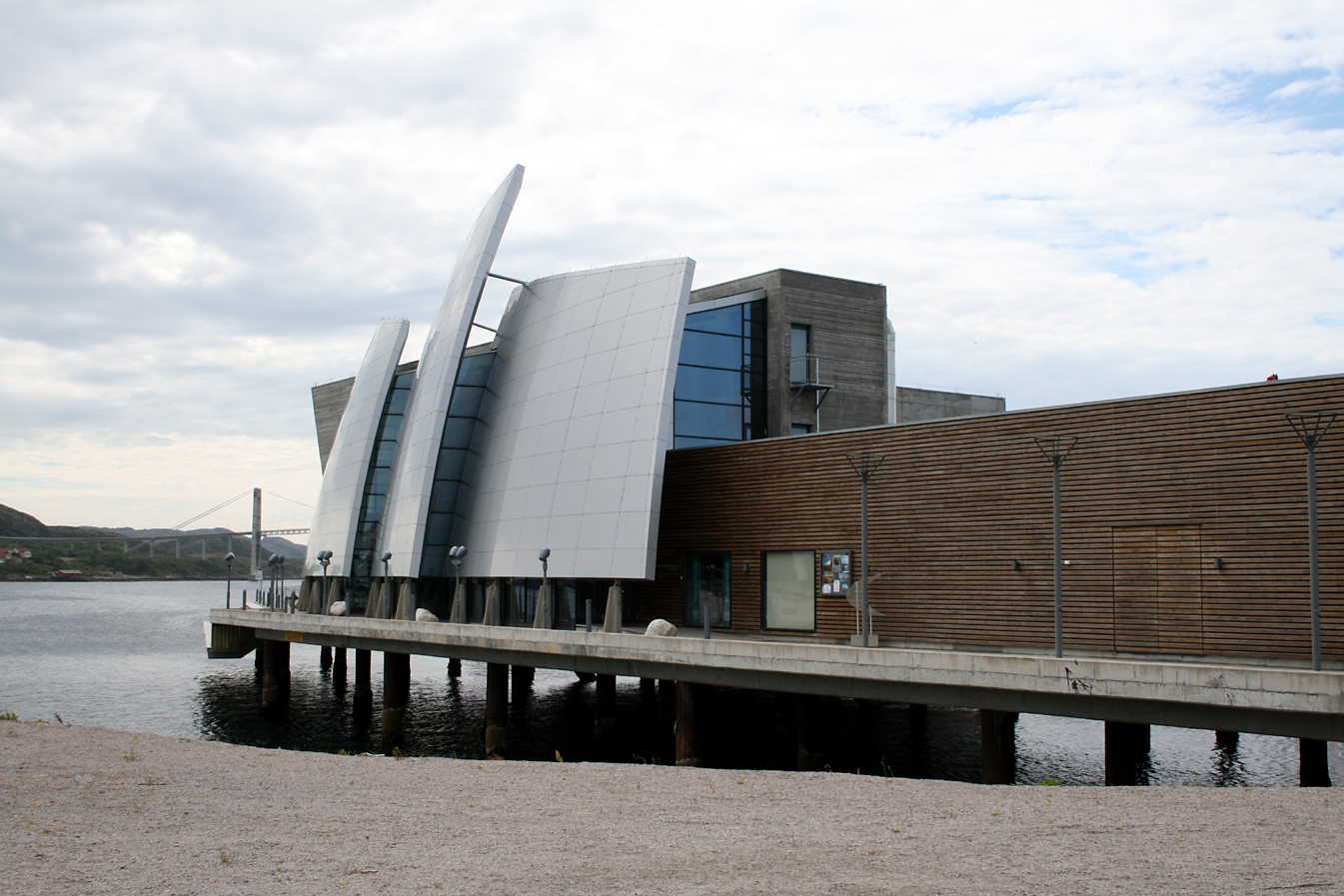
نورفيج

## جغرافيا
تقع المدينة في الجزء الشمالي الغربي من مقاطعة تروندلاغ في وسط النرويج، على بعد حوالي 200 كيلومتر (120 ميل) شمال مدينة تروندهايم ( 320 كيلومتر أو 200 ميل برا). تقع Rørvik في الجزء الشرقي من أرخبيل Vikna ، في جزيرة فيكنا الداخلية على الشاطئ الغربي لمضيق نايروسونديت في مواجهة البر الرئيسي على الشاطئ الشرقي للمضيق.
مناخ المنطقة بحري وبها العديد من الحدائق الخاصة بها كأشجار البرقوق والتفاح على خط عرض 65 درجة شمالاً.

## التاريخ
تم تسوية هذه المنطقة في وقت مبكر، وهناك العديد من تلال الدفن التي تعود إلى عصور ما قبل التاريخ.
من بين المنحدرات الصخرية والمنحدرات على الجزر، هناك العديد من الحقول المنخفضة الخصبة بشكل مدهش، وكانت الزراعة وصيد الأسماك من الأساليب التقليدية للحياة ، كما لا تزال كذلك جزئيًا.

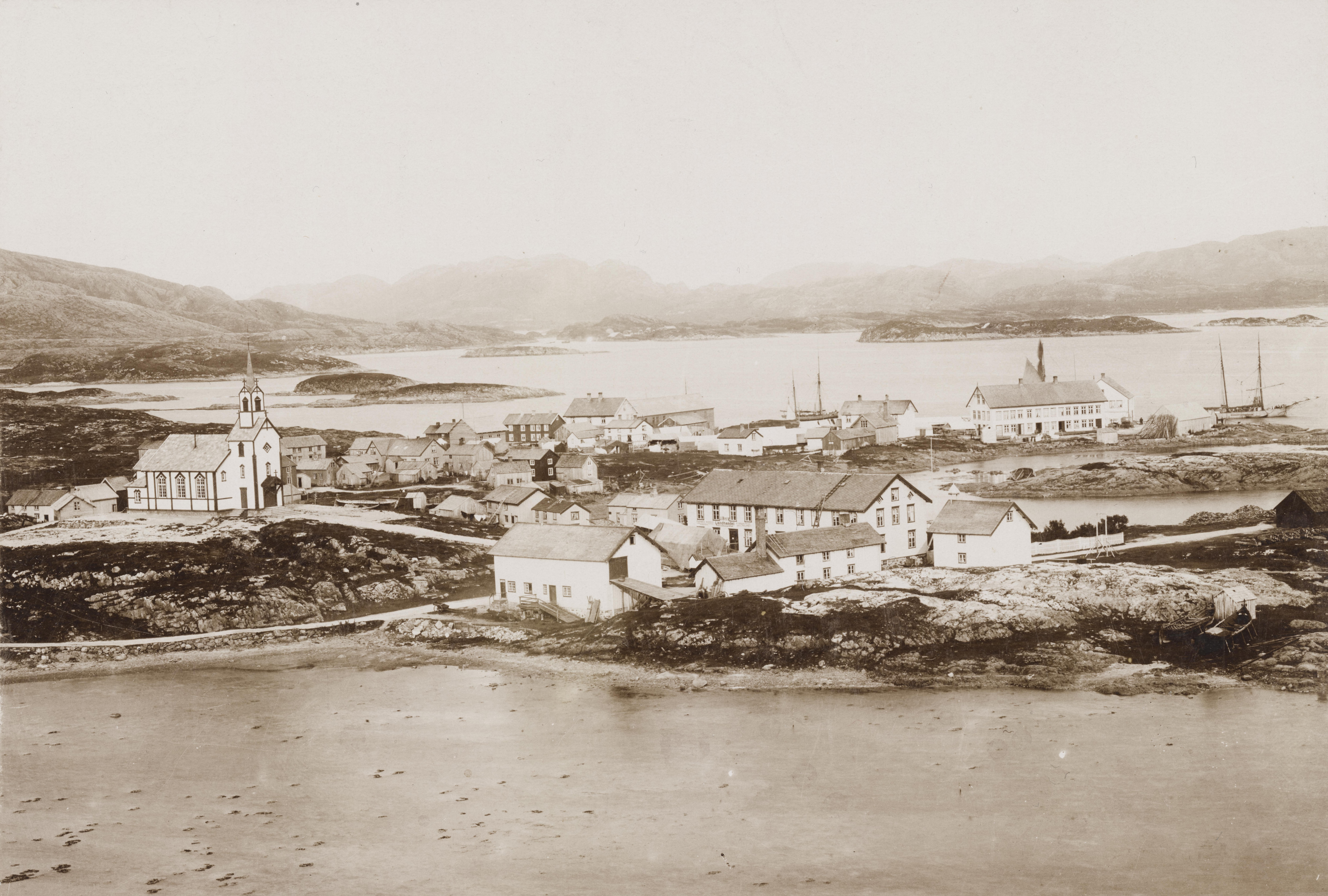
رورفيك 1898

في تعداد عام 1701، كان هناك أربع أسر فقط في رورفيك. عندما أنشأت الدولة طريقًا للبريد والركاب في شمال النرويج في عام 1838 تخدمه البواخر ، تم إرسالهم إلى كراكويا، التي تقع على بعد 4 كيلومترات شمال رورفيك.
عندما أصبحت رورفيك مزودًا للمكوك في عام 1859، أراد التاجر في كراكويا إنشاء مزود خدمة نقل على جانب ناروي من المضيق، لكن مجلس البلدية لم يوافق على ذلك وبدلاً من ذلك أوصوا بنقل ميناء استدعاء السفن البخارية إلى رورفيك ، وهو أمر حدث في عام 1863.
تم نقل مكتب البريد هناك أيضًا في عام 1866. وهكذا نشأت رورفيك كمدينة متصلة بالبحر والاتصالات. بالإضافة إلى ذلك ، كان هناك مركز تجاري مع التجار مثل يوهان بيرغ و بول أنزوغ وبعد ذلك إلى حد ما مع عائلات هولاند و فوسَّا كأكبر التجار.
انسحبت الدولة من حركة البواخر في ستينيات القرن التاسع عشر وتولت شركات الشحن الخاصة زمام الأمور بالقوارب المصممة لحركة الشحن. تم استدعاء رورفيك من قبل هورتيغروتن منذ البداية في عام 1893.
بالإضافة إلى ذلك كان هناك عدد من أماكن الإقامة والمطاعم.
وصف الكاتب والصحفي التشيكي كاريل شباك المكان الذي كان يمر عام 1936: "رورفيك، أول بلدة صغيرة في جزيرة، يسكنها عدد من المنازل الخشبية الصغيرة، بما في ذلك ثلاثة فنادق وعشرة مقاهي ومكتب تحرير للصحيفة المحلية".

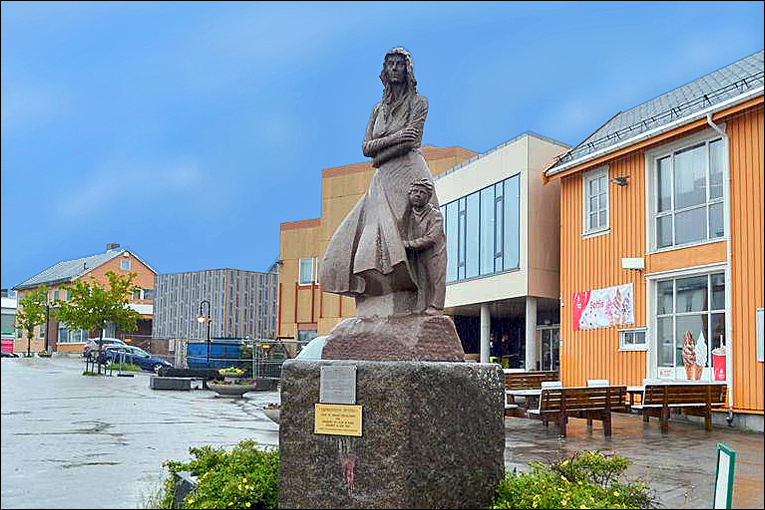
تمثال يمثل "زوجة البحارة" / ساحة البلدة القديمة

## روابط خارجية
- متحف نورفيج - تراث النرويج الساحلي من العصر الجليدي حتى الوقت الحاضر
- نامدالسكيستن - موقع سياحي حول البلديات على ساحل نور تروندلاغ